# Ciorogârla
Ciorogârla község és falu Ilfov megyében, Munténiában, Romániában. A hozzá tartozó település: Dârvari

## Fekvése
A megye nyugati részén található, a megyeszékhelytől, Bukaresttől, tizenkilenc kilométerre nyugatra, a Ciorogârla folyó mentén.

## Története
A 19. század végén Ciorogârla-Dârvari néven a község Ilfov megye Sabarul járásához tartozott és Ciorogârla, Dârvari valamint Cațichea falvakból állt, összesen 1744 lakossal. A község tulajdonában volt két iskola (Ciorogârla és Dârvari falvakban), öt templom és egy vízimalom.
1925-ös évkönyv szerint Ilfov megye Domnești járásához csatolták, lakossága ekkor 3008 fő volt. Ekkor Ciorogârla, Dârvari valamint Cațichea falvakból és Mănăstirea Ciorogârla tanyából állt. Ideiglenesen 1931-ben Dârvari és Cațichea falvakból létrehozták Dârvari községet. A későbbiekben Cațichea elveszítette önálló települései rangját, mivel összenőtt Dârvari faluval.
1950-ben közigazgatási átszervezés alapján, Ciorogârla község a 16 Februarie rajonhoz került.
1968-ban ismét megyerendszert vezettek be az országban, a község az újból létrehozott Ilfov megye része lett. 1981-től Giurgiu megye részévé vált, egészen 1985-ig, amikor az Ilfovi Mezőgazdasági Szektorhoz csatolták. 1998-ban pedig ismét létrehozták Ilfov megyét, így ismételten annak egyig községe lett.

## Lakossága
| Nemzetiségek        | 2002 | 2002   |
| ------------------- | ---- | ------ |
| Románok             | 4829 | 98,13% |
| Romák               | 89   | 1,80%  |
| Egyéb nemzetiségűek | 2    | 0,04%  |
| Összesen            | 4921 | 100,0% |